# San Francisco de pie con una calavera
San Francisco de pie con una calavera es un cuadro del pintor español Francisco de Zurbarán, realizado hacia 1635 y conservado en el Museo de Arte de San Luis (Estados Unidos).

## Descripción
La obra es un óleo sobre lienzo de 91,4 cm de alto y 30,5 cm de ancho, montado en un bastidor de 112,4 cm x 52,4 cm x 7,6 cm.
El cuadro, célebre obra del pintor español, representa a San Francisco de Asís, figura icónica recurrente en el arte de Zurbarán. El santo está descalzo, cubierto por un hábito, y se representa en postura erguida mientras baja la cabeza encapuchada, volviendo el rostro hacia un cráneo humano sostenido por dos manos. El juego de luces y sombras remite simbólicamente a la dicotomía entre la vida y la muerte, a menudo representada en el arte barroco. La actitud del santo es ascética, meditativa: su confrontación con la calavera recuerda el memento mori, concepto preeminente de la Reforma católica.

## Historia
La obra, pintada hacia 1635, formó parte probablemente de un tríptico de retablo del Monasterio de San Alberto de Sevilla, donde se conservó hasta principios del siglo XIX. En 1810, se atestigua su presencia en el palacio del Alcázar de Sevilla. La obra fue llevada por el mariscal Nicolas Jean-de-Dieu Soult, duque de Dalmacia, durante la campaña española e incluida en su extensa colección de obras de arte, la mayoría de las cuales fueron robadas. A la muerte del duque, su colección salió a subasta y fue expuesta en 1852 en París, donde el San Francisco contempla un cráneo fue adquirido en las colecciones Sarchi y Richard. Se desconoce la identidad de los compradores, pero es posible que se identificaran con los coleccionistas Philip Sarchi y Théodore Richard.
Cabe señalar que los documentos que llegaron a poder del Museo de Arte de San Luis con motivo de la adquisición del cuadro, fechados el 10 de marzo de 1941, indican que la obra habría sido comprada por el rey Luis Felipe de Francia (1773-1850); sin embargo, esta información es inverosímil dado que la muerte del rey Luis Felipe se produjo dos años antes de la subasta en la que se habría comprado el cuadro.
En 1938 el cuadro fue comprado por la empresa Arnold Seligmann, Rey & Company Incorporated, finalmente adquirido en abril de 1941 por el Museo de Arte de San Luis y expuesto allí.